# خوليو ريفيرا أدلبرتو كاربالو
خوليو ريفيرا أدلبرتو كاربالو (بالإسبانية: Julio Adalberto Rivera Carballo)‏ (و. 1921 – 1973 م) هو دبلوماسي، وسياسي من السلفادور .